# Brigitte Engerer
Brigitte Engerer,  (ur. 27 października 1952 w Tunisie, zm. 23 czerwca 2012 w Paryżu) – francuska pianistka, znana z wirtuozowskich interpretacji dzieł Czajkowskiego, Schumanna i Saint-Saënsa, łącząca francuski i rosyjski styl muzyczny.

## Życiorys
Rozpoczęła naukę muzyki w wieku czterech lat. W latach 1963–1969 studiowała w Konserwatorium Paryskim. Uczestniczyła w Międzynarodowym Konkursie im. Marguerite Long i Jacques’a Thibauda (1969), zdobywając nagrodę, po czym została zaproszona do Konserwatorium Moskiewskiego (otrzymała stypendium), gdzie była uczennicą Stanisława Neuhausa. Po ukończeniu konserwatorium w 1975 roku pozostała w Moskwie przez dziewięć lat. Uczestniczyła w kolejnych międzynarodowych konkursach, m.in. w Konkursie Czajkowskiego (1974) i Konkursie im. Królowej Elżbiety Belgijskiej (1978), gdzie zdobyła kolejne nagrody. W 1980 roku została zaproszona przez Herberta von Karajana do zagrania koncertu z orkiestrą Filharmonii Berlińskiej. W kolejnych latach występowała w Ameryce Północnej i Europie, m.in. z Orchestre de Paris, z orkiestrą  Filharmonii Nowojorskiej oraz z wieloma zespołami kameralnymi. 

## Życie prywatne
Jej mężem był pisarz Yann Queffélec. Z tego związku miała córkę.

## Odznaczenia i nagrody
Została odznaczona:
- Legią Honorową (kawaler)
- Narodowym Orderem Zasługi (komandor)
- Orderem Sztuki i Literatury (komandor)

Otrzymała nagrody w kilku konkursach muzycznych, m.in.:
- nagrodę w Międzynarodowym Konkursie im. Marguerite Long
- nagrodę w Międzynarodowym Konkursie Muzycznym im. Piotra Czajkowskiego
- nagrodę w Międzynarodowym Konkursie im. Królowej Elżbiety Belgijskiej
- Grand Prix de l’Académie du disque français za Carnavals (1984)

## Dyskografia
Nagrania:
- Les Saisons (Piotr Czajkowski, 1982)
- Mélodie hongroise, Klavierstucke D. 946, Impromptus op. 90 (Franz Schubert, 1983)
- Carnaval op. 9, Carnaval de Vienne op. 23 (Robert Schumann, 1983)
- Wanderer op. 15, Lieders (Franz Schubert, 1985)
- Sonate n°3, œuvres posthumes (Fryderyk Chopin, 1985)

Płyty kompaktowe: 
- Piano romantique (1985)
- Tableaux d’une exposition, une nuit sur le Mont-Chauve (Modest Musorgski, 1988)
- dzieła Rachmaninowa (1989)

Film video: Burlesque (Richard Strauss, 1988) 